# Campeonato Mundial de Atletismo em Pista Coberta de 2010 - 1500 m feminino
A prova dos 1500 metros feminino do Campeonato Mundial de Atletismo em Pista Coberta de 2010 foi disputada nos dias 12 e 14 de março no ASPIRE Dome, em Doha.

## Recordes
Antes desta competição, os recordes mundiais e do campeonato nesta prova eram os seguintes:
| Tipo                  | Atleta          | Tempo   | Local    | Data                    |
| --------------------- | --------------- | ------- | -------- | ----------------------- |
|                       | Yelena Soboleva | 3:58.28 | Moscou   | 18 de fevereiro de 2006 |
| Recorde do campeonato | Gelete Burka    | 3:59.75 | Valência | 9 de março de 2008      |

## Medalhistas
| Ouro                     | Prata                   | Bronze             |
| Kalkidan Gezahegne (ETH) | Natalia Rodríguez (ESP) | Gelete Burka (ETH) |

## Resultados

### Eliminatórias
Estes são os resultados das eliminatórias. As 18 atletas inscritas foram divididas em duas baterias, se classificando para a final as três melhores de cada bateria (Q) mais os três melhores tempos no geral (q). Por decisão dos árbitros, a queniana Irene Jelagat também avançou para a final.
| Bateria 1 | Bateria 1               | Bateria 1   | Bateria 1       |
| Pos.      | Atleta                  | Tempo       | Notas           |
| --------- | ----------------------- | ----------- | --------------- |
| 1         | ETH Gelete Burka        | 4:12.08 (Q) |                 |
| DSQ       | RUS Anna Alminova       | 4:12.50 (Q) | Doping          |
| 2         | USA Sarah Bowman        | 4:12.91 (Q) | Recorde pessoal |
| 3         | GBR Helen Clitheroe     | 4:13.97 (q) |                 |
| 4         | FRA Fanjanteino Félix   | 4:14.62     |                 |
| 5         | KEN Irene Jelagat       | 4:15.63 (q) |                 |
| 6         | IRL Roseanne Galligan   | 4:17.04     |                 |
| 7         | SWE Ulrika Johansson    | 4:22.94     |                 |
|           | MAD Eliane Saholinirina | DNF         |                 |

| Bateria 2 | Bateria 2              | Bateria 2   | Bateria 2       |
| Pos.      | Atleta                 | Tempo       | Notas           |
| --------- | ---------------------- | ----------- | --------------- |
| 1         | ETH Kalkidan Gezahegne | 4:08.91 (Q) |                 |
| 2         | ESP Natalia Rodríguez  | 4:09.19 (Q) |                 |
| 3         | POL Sylwia Ejdys       | 4:09.23 (Q) |                 |
| 4         | USA Erin Donohue       | 4:10.12 (q) | Recorde pessoal |
| 5         | BLR Natallia Kareiva   | 4:12.91 (q) |                 |
| 6         | RUS Yevgeniya Zolotova | 4:15.33     |                 |
| 7         | IRL Kelly McNeice-Reid | 4:16.26     |                 |
| 8         | GBR Charlotte Best     | 4:16.40     |                 |
| 9         | CAN Nicole Edwards     | 4:16.46     |                 |

### Final
Estes são os resultados da final:
| Pos.              | Atleta                 | Tempo   | Notas           |
| ----------------- | ---------------------- | ------- | --------------- |
| Medalha de ouro   | ETH Kalkidan Gezahegne | 4:08.14 |                 |
| Medalha de prata  | ESP Natalia Rodríguez  | 4:08.30 |                 |
| Medalha de bronze | ETH Gelete Burka       | 4:08.39 |                 |
| 4                 | POL Sylwia Ejdys       | 4:09.24 |                 |
| 5                 | KEN Irene Jelagat      | 4:09.57 | Recorde pessoal |
| 6                 | USA Erin Donohue       | 4:09.59 | Recorde pessoal |
| DSQ               | RUS Anna Alminova      | 4:09.81 | Doping          |
| 7                 | GBR Helen Clitheroe    | 4:10.38 |                 |
| 8                 | USA Sarah Bowman       | 4:10.72 | Recorde pessoal |
| 9                 | BLR Natallia Kareiva   | 4:12.76 |                 |

Legenda
| Recorde mundial       | Recorde mundial (World record)               |                       | Recorde africano                      | Recorde africano (African) |                                           | Q | Classificado por posição (Qualified) |
| Recorde do campeonato | Recorde do campeonato (Championship record)  | Recorde da América    | Recorde da América (Americas)         | q                          | Classificado por melhor tempo (Qualified) |   |                                      |
| Melhor marca do ano   | Melhor marca do ano (World leading)          | Recorde asiático      | Recorde asiático (Asian)              | DNS                        | Não largou (Did not start)                |   |                                      |
| Recorde nacional      | Recorde nacional (National record)           | Recorde europeu       | Recorde europeu (European)            | DNF                        | Não terminou (Did not finish)             |   |                                      |
| Recorde pessoal       | Recorde pessoal do atleta (Personal best)    | Recorde da Oceania    | Recorde da Oceania (Oceania)          | DSQ / DQ                   | Desclassificado (Disqualified)            |   |                                      |
| Recorde da temporada  | Recorde da temporada do atleta (Season best) | Recorde sul-americano | Recorde sul-americano (South America) | NM                         | Sem marca (No mark)                       |   |                                      |